# Avendita
Avendita is een plaats (frazione) in de Italiaanse gemeente Cascia.